# Blues Pills
Blues Pills es una banda de blues-rock formada por la vocalista sueca Elin Larsson, el guitarrista estadounidense Zack Anderson, el bajista  Kristoffer Schander y el batería sueco André Kvarnström, quien sustituyó a Cory Berry poco después del lanzamiento del álbum Blues Pills. El guitarrista francés Dorian Sorriaux, miembro original de la banda, dejó la formación a finales de 2018 y su puesto en la guitarra fue tomado por el hasta entonces bajista Zack Anderson.

## Historia

### Fundación y primeras publicaciones (2011-2012)

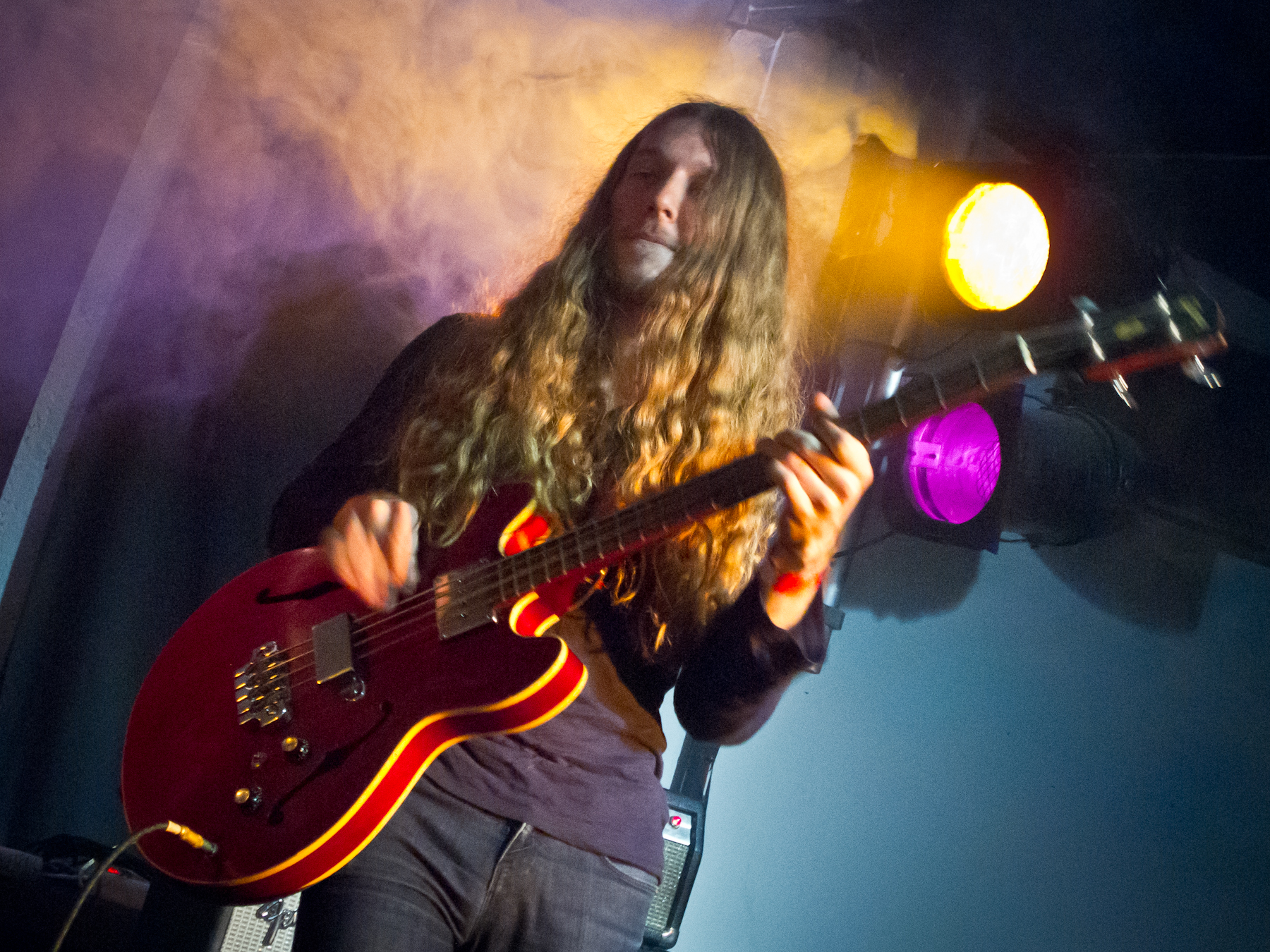
Zack Anderson en directo en 2014.

En el año 2011, los estadounidenses Zack Anderson y Cory Berry, que tocaban en la banda Radio Moscow, y la sueca Elin Larsson se conocieron en California (EE. UU.), y juntos grabaron en el garaje del padre de Anderson una maqueta con dos temas que colgaron en el portal de internet YouTube. La discográfica Plattenlabel Crusher Records les propuso una oferta para grabar un EP. Posteriormente, durante un viaje en Francia, Anderson y Berry conocieron al joven guitarrista Dorian Sorriaux, que entonces tenía tan sólo dieciséis años, y le invitaron a Örebro, Suecia, para formar parte de la banda y completarla. El nombre del grupo proviene de un blog que habla de la música underground de los sesenta y setenta del siglo XX. Bajo el mismo sello Plattenlabel Crusher Records lanzaron un año más tarde el EP-debut titulado Bliss, así como el sencillo Black Smoke.

### Devil ManyLive at Rockpalast(2013–2014)

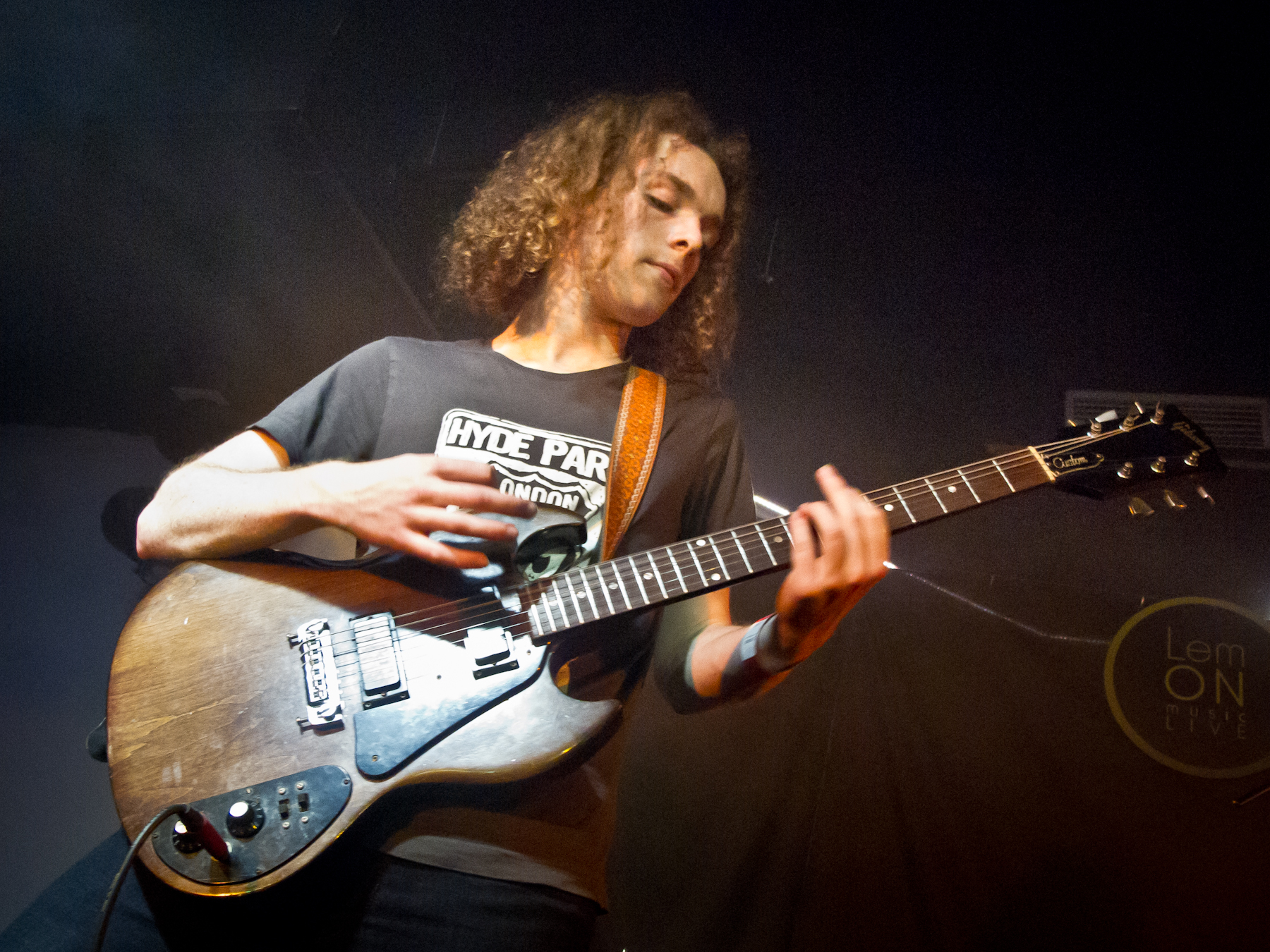
Dorian Sorriaux en concierto en 2014.

Blues Pills dio durante 2013 numerosos conciertos y participaron en festivales como el Desertfest, el Roadburn-Festival o el Crossroads-Festival. A finales de julio de 2013 firmaron un contrato con el sello discográfico alemán Nuclear Blast; después de haber escrito sin muchas esperanzas a la discográfica, recibieron una respuesta y durante uno de sus conciertos en Alemania el sello pudo ver a la banda en directo y se decidió a contratarla. En octubre de 2013 se publicó el segundo EP de Blues Pills, Devil Man, producido por Don Alsterberg y que recibió críticas positivas de la prensa. La revista alemana  Rock Hard y la internacional Metal Hammer escogieron al EP como Demo del mes.
El 18 de octubre de 2013, Blues Pills participó en el Crossroads-Festival en Bonn, y dicho concierto fue grabado por la cadena de televisión WDR y retransmitido en Rockpalast, un veterano programa musical de Alemania. Al festival le siguió una gira europea como teloneros de los grupos Orchid y Scorpion Child, así como una gira por Australia con la banda alemana Kadavar. El 28 de marzo de 2014 se puso a la venta el EP en directo Live at Rockpalast, que incluía cuatro temas del concierto de Bonn de octubre de 2013.

### Blues PillsyLady in Gold(2014-2017)
Con Don Alsterberg, el mismo productor con quien grabaron Devil Man, Blues Pills produce su álbum debut, titulado Blues Pills y que vio la luz el 25 de julio de 2014. En mayo de 2014 anunciaron la lista de canciones, entre las que se encuentran tres contenidas en sus EP anteriores y una versión del tema «Gypsy» de Chubby Checker. La portada del disco es una ilustración realizada en los años sesenta por la artista Marijke Koger-Dunham. El batería sueco André Kvarnström, perteneciente también a Truckfighters, sustituyó a Cory Berry poco después del lanzamiento del álbum Blues Pills.
El 22 de abril de 2016 anunciaron la salida de su segundo trabajo, titulado Lady in Gold, para verano de ese año. El álbum fue de nuevo producido por Don Alsterberg y contiene diez temas, todos ellos nuevos.
Se anunció un álbum en vivo Lady in Gold Live in Paris con fecha de lanzamiento para el 3 de noviembre de 2017.

### Salida de Dorian Sorriaux y Holy Moly! (2018-presente)

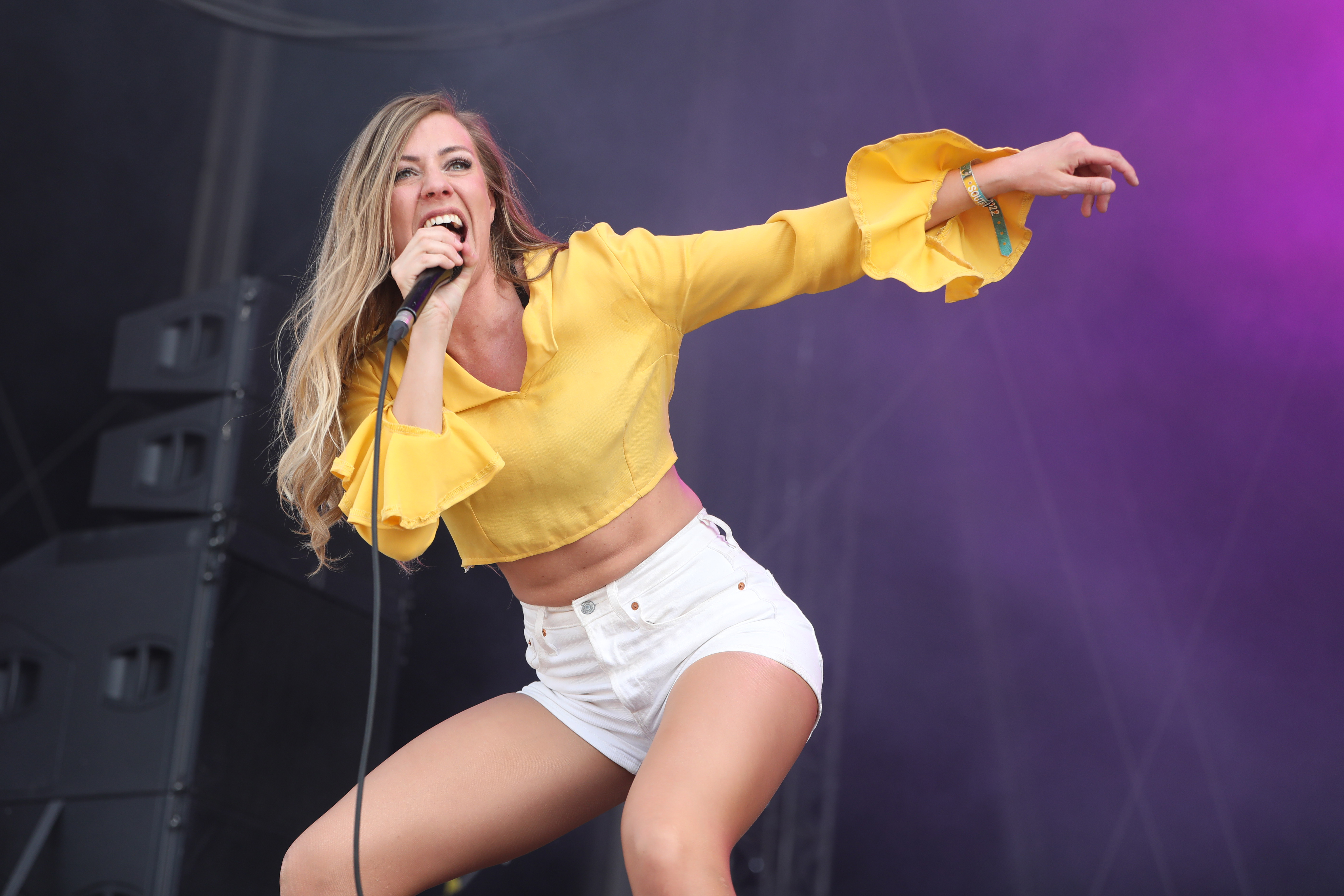
Elin Larsson en 2022

En noviembre de 2018, la banda anunció la salida amistosa del guitarrista Dorian Sorriaux a través de una publicación en su página de Facebook. El trabajo en un tercer álbum continuaría con Zack Anderson pasando a la guitarra. En octubre de 2019, se anunció que Kristoffer Schander se unía al bajo, y en la misma publicación también anunciaron que estaban trabajando en su tercer álbum de estudio, que se lanzaría en 2020.
El 6 de marzo de 2020, la banda lanzó el primer sencillo de su tercer álbum, "Proud Woman", en el mismo vídeo, anunciaron que su próximo tercer álbum de estudio se titularía Holy Moly!. 
El 10 de abril de 2020 lanzaron su segundo sencillo del próximo álbum, titulado "Low Road", que fue acompañado de un vídeo musical oficial. El 10 de julio de 2020 lanzaron el tercer y último sencillo titulado "Kiss By Past Goodbye". Holly Moly! originalmente estaba destinado a publicarse el 19 de junio de 2020, pero se pospuso hasta el 21 de agosto de 2020 debido a la pandemia de COVID-19.
El 8 de marzo de 2024 publicaron un nuevo sencillo, "Birthday", y el mismo día anunciaron que realmente era el primer tema de un nuevo álbum, titulado igualmente Birthday, grabado durante el embarazo de Elin Larsson, lo cual quedó retratado en las imágenes de portada del álbum. Este cuarto álbum de estudio tiene prevista su salida al mercado en agosto de 2024.

## Estilo
Elin Larsson, vocalista de la banda, menciona como influencias principales de la misma bandas como Free, Fleetwood Mac o Grand Funk Railroad, y describe el estilo de Blues Pills como un blues rock duro con voz de soul; su voz ha sido comparada con una mezcla de la de Janis Joplin y la de Aretha Franklin. Sus letras no tratan en ningún momento con el ocultismo.

## Discografía
- Bliss (EP, 2012)
- Black Smoke (Sencillo, 2012)
- Devil Man (EP, 2013)
- Live at Rockpalast (EP en directo, 2014)
- Blues Pills (julio de 2014)
- Lady in Gold (2016)
- Holy Moly (2020)
- Birthday (agosto de 2024)